# Spišský štít
Spišský štít je zubatý vrchol v rozsoše Lomnického štítu. V konkurenci vyšších sousedů příliš nevyniká, v jeho masivu je několik výrazných skalních věží.

## Topografie
Má dva vrcholy, hlavní severozápadní a nižší jihovýchodní. Za ním se ještě nachází Spišská ihla. Od Baraních rohů ho odděluje Baranie sedlo, od Ovčiarské veže zase Ovčiarska lávka. Z hlavního vrcholu vybíhá jihozápadní hřeben: Vyšná Mačacia štrbina, Zadná Mačacia veža, Mačacia štrbina a Mačacia veža, pod ní je Mačací hrb.

## Několik výstupů
- 1904 Prvovýstup přes Vyšnou Mačací štrbinu E. Halász, Károly Jordán, S. Nikolics a J. Breuer, II.
- 1907 Prvovýstup Severozápadním hřebenem z Baraního sedla, Zygmunt Klemensiewicz a A. Znamiecki (v sestupu). 1910 Július a Román Komarničtí, H. a O. Schweickhartové 1910 (ve výstupu), III.[1]

## Galerie

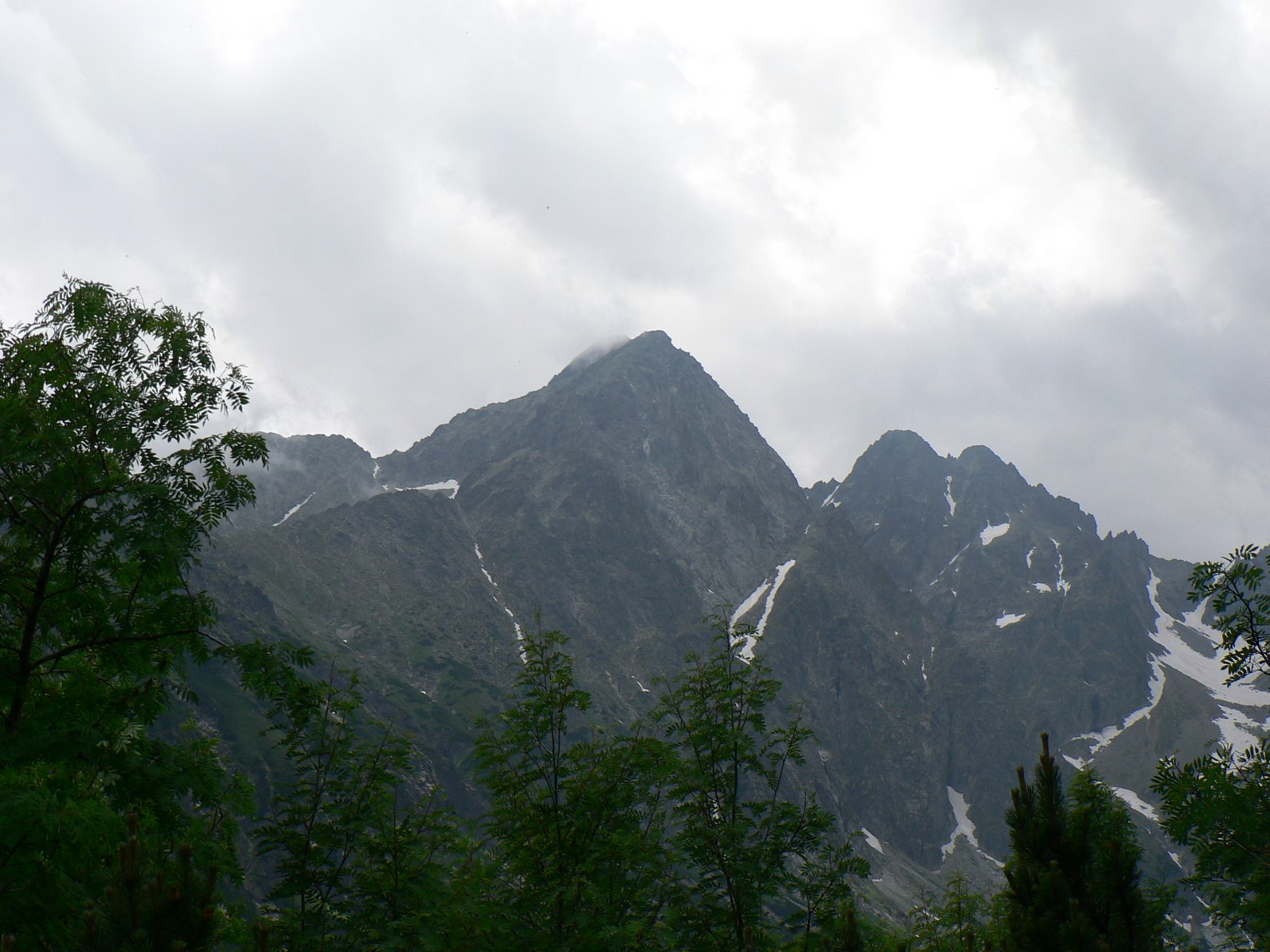
Vpravo Baranie sedlo za keřem, maličký ježek Spiškého štítu, Pyšné štíty a Malý Kežmarský štít.
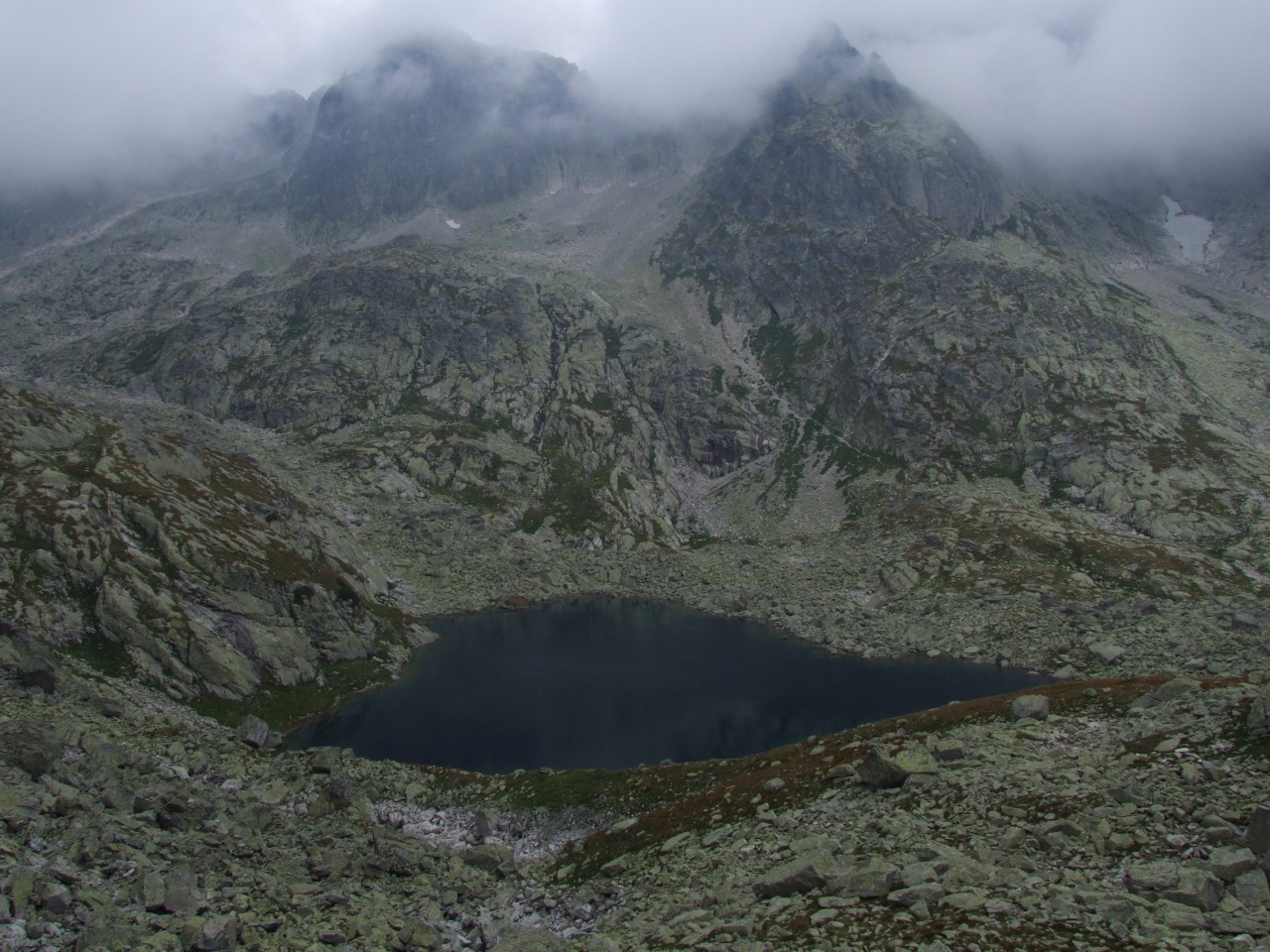
Vpravo jižní stěna Mačací veže nad Horným Spišským plesem.